# Trwajcie w miłości
Trwajcie w miłości. Katolicki Dwumiesięcznik Ewangelizacyjny (do 2022 Miłujcie się!) – polski dwumiesięcznik katolicki, skierowany szczególnie do młodzieży i rodzin, wydawany przez Wydawnictwo JP2.

## Historia
Mając na uwadze aktualną potrzebę ewangelizacji, czasopismo przekształciło się w Katolicki Dwumiesięcznik Ewangelizacyjny, obejmując swoim zasięgiem również tych, którzy od wiary chrześcijańskiej odeszli lub nigdy o niej nie słyszeli. Pierwszym redaktorem naczelnym był ks. Tadeusz Myszczyński TChr. Od 1992 został nim ks. Mieczysław Piotrowski.
„Miłujcie się!” do 2022 wydawane było przez Towarzystwo Chrystusowe dla Polonii Zagranicznej – Wydawnictwo Agape. Według oświadczenia na stronie „Miłujcie się!”, czasopismo „Trwajcie w miłości” nie jest jego kontynuacją. Z kolei według „Trwajcie w miłości” od 1 grudnia 2022 misję „Miłujcie się!” kontynuuje czasopismo „Trwajcie w miłości”. Do autorów nowego czasopisma należą osoby z dawnego zespołu redakcyjnego, w tym ks. Mieczysław Piotrowski, będący redaktorem naczelnym „Miłujcie się!”.

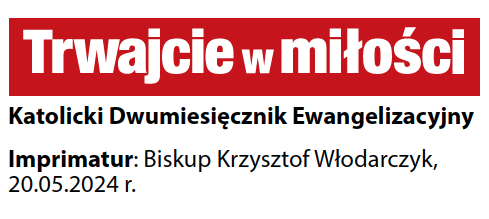
Imprimatur bp. Krzysztofa Włodarczyka, nadany czasopismu "Trwajcie w miłości"

20 maja 2024 czasopismo otrzymało imprimatur nadany przez ordynariusza diecezji bydgoskiej, biskupa Krzysztofa Włodarczyka.
Wydawane jest w następujących językach (nie wszystkie numery):
- angielskim („Love One Another”[9]), ISSN 1545-2034;
- chińskim (彼此相爱), ISSN 2299-4610;
- litewskim („Mylėkite viens kitą!”), ISSN 2084-4379;
- łotewskim („Mīliet viens otru!”[10]), ISSN 2084-9826;
- niemieckim („Bleibt in Liebe”[11]), ISSN 2956-4174;
- polskim („Trwajcie w miłości”[5]), ISSN 2956-4166;
- słowackim („Ostaňte v láske”[12]), ISSN 2956-4182;
- ukraińskim („Любіть одне одного!”[13]), ISSN 2083-4284;
- węgierskim („Maradjatok meg szeretetemben”[14]), ISSN 2956-4190.

Czasopismo pod starym tytułem „Miłujcie się!” było wydawane w 22 językach obcych (nie wszystkie numery): 
- amharskim (እርስ በርሳችሁ ተዋደዱ),
- angielskim („Love One Another”[16], rozprowadzane było m.in. przez misjonarzy i misjonarki w Afryce oraz Indiach),
- arabskim (أحبوا بعضكم بعضا[17]),
- bułgarskim („Обичайте се!”[18]),
- chińskim (w piśmie uproszczonym 彼此相爱[19] i tradycyjnym 彼此相愛[20]),
- chorwackim („Ljubite jedni druge!”[21]),
- czeskim („Milujte se!”[22]),
- fińskim („Rakastakaa toisianne!”[23]),
- francuskim („Aimez-vous les uns les autres!”[24]),
- hiszpańskim („Amaos!”[25]),
- litewskim („Mylėkite viens kitą!”[26]),
- łotewskim („Mīliet viens otru!”[10]),
- niderlandzkim („Bemint elkander!”),
- niemieckim („Liebt einander!”),
- ormiańskim (Սիրեցե՛ք միմյանց),
- portugalskim („Amai-vos!”),
- rosyjskim («Любите друг друга!»),
- rumuńskim („Iubiţi-vă unii pe alţii!”),
- słowackim („Milujte sa!”),
- ukraińskim («Любiть одне одного!»),
- węgierskim („Szeressétek egymást!”),
- włoskim („Amatevi così!”).

Jest ono redagowane przez ten sam zespół redakcyjny, który pragnął zachować ewangelizacyjny i misyjny charakter pisma. Wydawcą dwumiesięcznika jest Wydawnictwo JP2. „Trwajcie w miłości” wyróżnia się na tle innych czasopism katolickich troską o życie w czystości młodego pokolenia. Podstawowym zadaniem pisma jest formowanie postaw czytelników w oparciu o ideę Społecznej Krucjaty Miłości, czyli program – zakorzenionej w wierze w Boga – życzliwości dla drugiego człowieka, chcąc głosić Dobrą Nowinę zgodnie z poleceniem Pana Jezusa: „Idźcie więc i nauczajcie wszystkie narody” (Mt 28,19).

## Tematyka
Tematyka czasopisma skupia się na sprawach związanych z ochroną życia człowieka od poczęcia aż do naturalnej śmierci, z ludzką płciowością, czystością, rodzicielstwem, nierozerwalnością małżeństwa traktowanego jako związek kobiety i mężczyzny, czerpaniem z dziedzictwa myśli św. Jana Pawła II i jego nauki o teologii ciała oraz zagadnieniami z dziedziny teologii katolickiej. Treść pisma wzbogacają treści z historii Kościoła katolickiego oraz niezwykle cenne świadectwa osób nawróconych, konwertytów lub uzdrowionych oraz przykłady cudów i wydarzeń o nadprzyrodzonym charakterze.
Wokół redakcji dwumiesięcznika skupia się największa w skali kraju wspólnota, gromadząca ludzi młodych, pragnących zachować czystość przedmałżeńską oraz wolność od nałogów (zwłaszcza od narkomanii, alkoholizmu i nikotynizmu) – Ruch Czystych Serc. Redakcja spotyka się z członkami Ruchu na organizowanych przez nią rekolekcjach letnich oraz zimowych dniach skupienia. Oprócz tego redakcja organizuje coroczne rekolekcje dla redakcji, czytelników, kolporterów i członków Ruchu Czystych Serc w Częstochowie na Jasnej Górze.
Z inicjatywy redakcji powstał też Ruch Czystych Serc Małżeństw, zrzeszający małżeństwa, pragnące żyć według zasad Ewangelii. „Trwajcie w miłości” propaguje także Ruch Wiernych Serc – krucjatę modlitwy w intencji małżeństw zagrożonych rozpadem, duchową adopcję dziecka poczętego i modlitwy za księży, tzw. margaretkę.